# Mayhana
Mayhana o Miana és un petit poble del Turkmenistan a l'est de les muntanyes Kuh-i Hazar Masjid a la vora del desert de Merv o Karakum a 65 km al nord-est de Kilat-i Nadiri i uns 120 km a l'est de Mashad (a 20 km de la frontera). A l'edat mitjana fou la principal població del districte de Khawaran o Khabaran entre Abiward (a la moderna regió d'Aşgabat) i Sarakhs (a uns 65 km al nord-oest d'aquesta població). Modernament es poden comptar unes 550 cases el que donaria una població d'uns 3.000 habitants. Encara que el districte de Khawaran encara era prosper al segle xii, la ciutat ja havia declinat, el que es va accentuar després de les invasions mongols. La seva importància està en el fet que fou el lloc de naixement del sant i taumaturg sufí Abu Said Fadl Allah ibn Abi l-Khayr, que hi va morir el 1049.